# Шавань-ан-Пайе
Шавань-ан-Пайе (фр. Chavagnes-en-Paillers) — коммуна на западе Франции, регион Пеи-де-ла-Луар, департамент Вандея, округ Ла-Рош-сюр-Йон, кантон Монтегю-Ванде. Расположена в 28 км к северо-востоку от Ла-Рош-сюр-Йона и в 49 км к юго-западу от Нанта, в 14 км от автомагистрали А87.
Население (2019) — 3 552 человека.

## История
Люди проживали на территории нынешней коммуны Шавань-ан-Пайе с доисторических времен; в результате раскопок было обнаружено множество предметов галло-римского периода. Приход Шавань был сформирован вокруг основанного здесь монастыря. Шавань принадлежал сеньорам Монтегю, поэтому сначала он назывался Шавань-ле-Монтегю. Поселок неоднократно подвергался разграблению и сжигался во время Столетней войны и Религиозных войн. В 1563 году здесь обосновалась группа протестантов, которую католики уничтожили, а поселок сожгли.  
Шавань оставался в стороне он любых войн на протяжении двух веков, до Великой Французской революции. Как и население соседних приходов, жители Шавани приняли активное участие в событиях Вандейского мятежа. 23 февраля 1794 года стал для поселка «днем Великой резни»: через него прошла «адская колонна» генерала Тюрро, убившая более двух сотен жителей. Всего около пятой части населения Шавани стали жертвами этой войны, многие из них покоятся под кальварией, установленной в центре коммуны на Площади мучеников.

## Достопримечательности
- Церковь Святых Петра и Павла 1847-1866 годов; в 1989 году в церкви был установлен оригинальный орган
- Реплика Лурдского грота 1875 года

## Экономика
Структура занятости населения:
- сельское хозяйство — 7,6 %
- промышленность — 28,9 %
- строительство — 10,6 %
- торговля, транспорт и сфера услуг — 31,2 %
- государственные и муниципальные службы — 21,8 %

Уровень безработицы (2019) — 7,2 % (Франция в целом — 12,9 %, департамент Вандея — 10,5 %). 

Среднегодовой доход на 1 человека, евро (2019) — 21 180 (Франция в целом — 21 930, департамент Вандея — 21 550).

## Демография
Динамика численности населения, чел.

## Администрация
Пост мэра Шавань-ан-Пайе с 2008 года занимает Эрик Салаэн (Éric Salaün), член Совета департамента Вандея от кантона Монтегю-Ванде. На муниципальных выборах 2020 года возглавляемый им правый список был единственным.
| Период | Период | Фамилия       | Партия        | Примечания                                      |
| ------ | ------ | ------------- | ------------- | ----------------------------------------------- |
| 1983   | 1989   | Марк Жильбер  |               |                                                 |
| 1989   | 1995   | Жозеф Моннеро |               |                                                 |
| 1995   | 2008   | Клод Куто     | Разные правые | член Генерального совета департамента           |
| 2008   |        | Эрик Салаэн   | Разные правые | бухгалтер-консультант, член Совета департамента |

## Прочее
Шавань-ан-Пайе является известным центром католического обучения. В коммуне существую несколько школ, принадлежащих разных католическим орденам, в том числе известный Международный колледж для мальчиков.

## Галерея

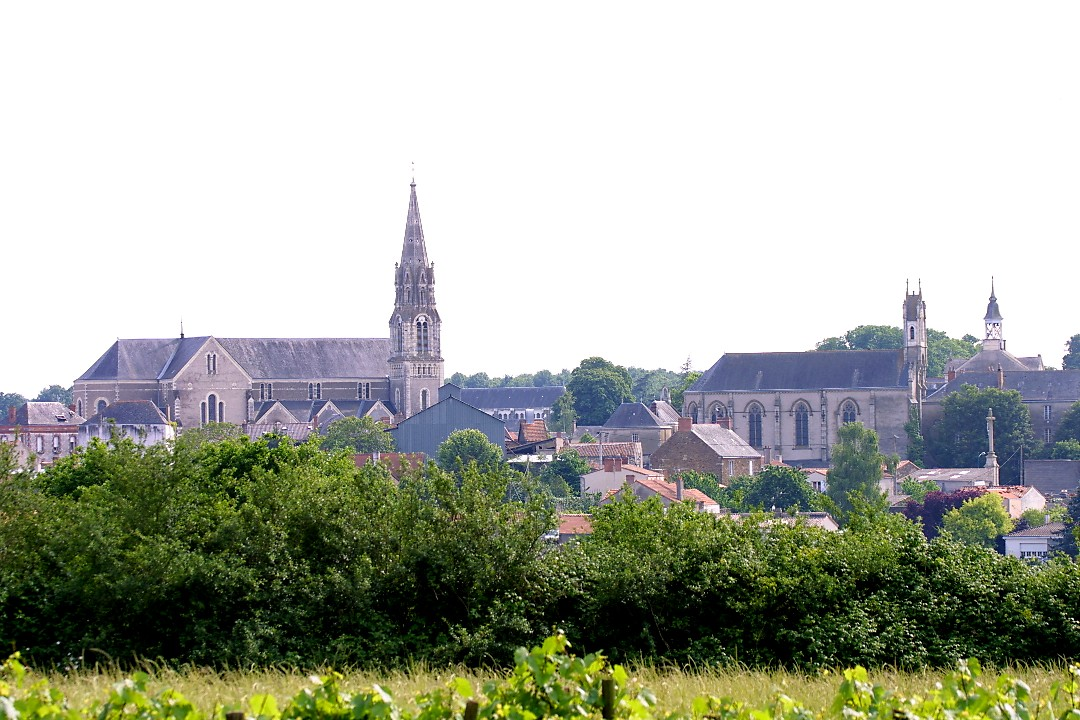
Паномара Шавань-ан-Пайе
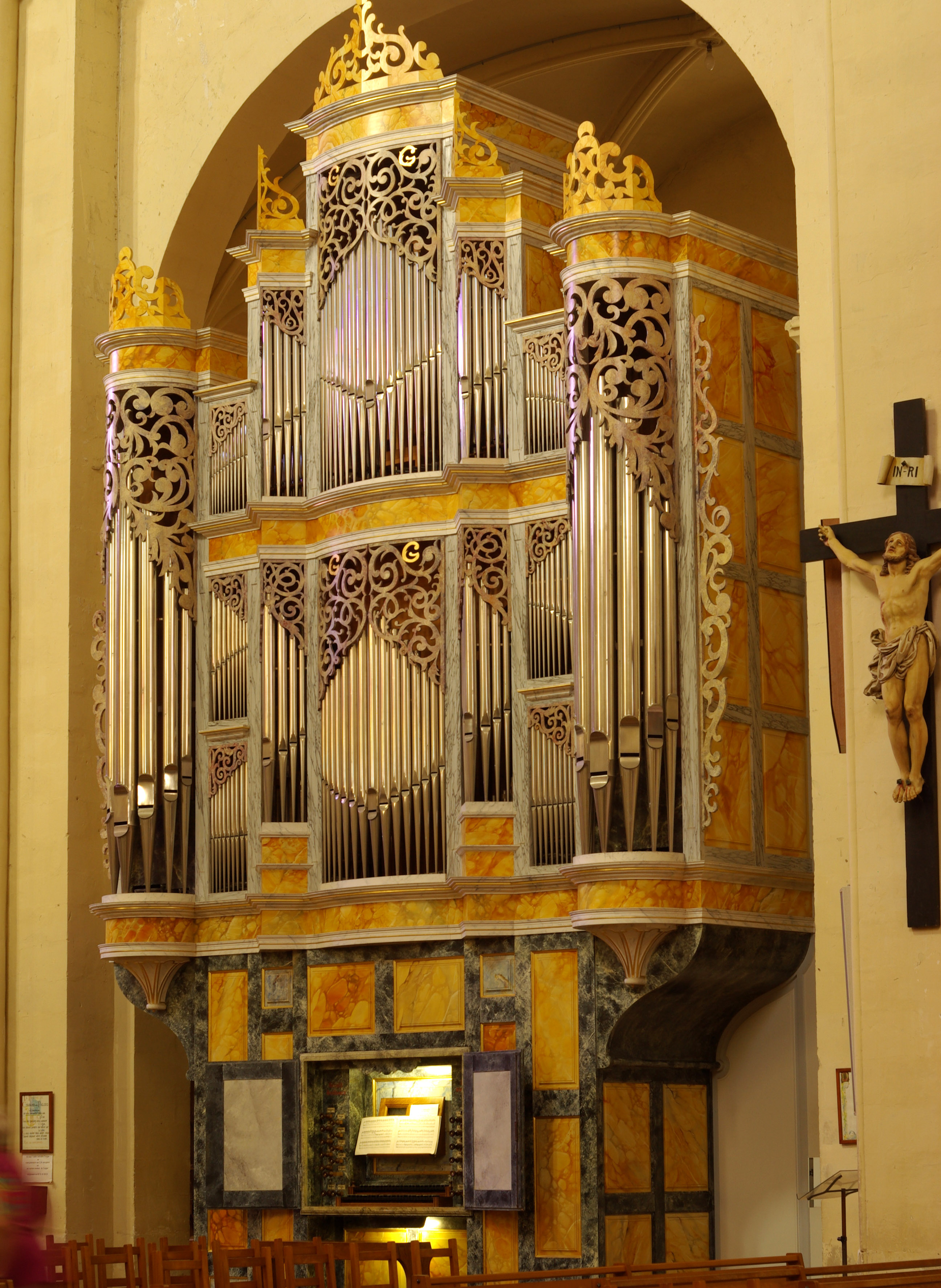
Орган церкви Святых Петра и Павла
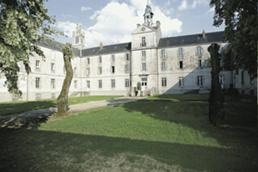
Международный колледж для мальчиков